# Hardthausen am Kocher
Hardthausen am Kocher ist eine ländliche Wohngemeinde im Landkreis Heilbronn in Baden-Württemberg, die aus den Ortsteilen Gochsen, Kochersteinsfeld und Lampoldshausen besteht. Sie gehört zur Region Heilbronn-Franken.

## Geographie

### Geographische Lage
Hardthausen liegt im Osten des Landkreises Heilbronn im unteren Kochertal am südlichen Rande des Harthäuser Waldes.

### Nachbargemeinden
Nachbarstädte und -gemeinden Hardthausens sind (im Uhrzeigersinn, beginnend im Süden): Langenbrettach, Neuenstadt am Kocher, Neudenau, Möckmühl, Widdern, Jagsthausen (alle Landkreis Heilbronn), Forchtenberg und Öhringen (beide Hohenlohekreis). Mit Langenbrettach und Neuenstadt am Kocher ist Hardthausen eine Vereinbarte Verwaltungsgemeinschaft eingegangen, Sitz der Verwaltungsgemeinschaft ist die Stadt Neuenstadt am Kocher.

### Gemeindegliederung
Hardthausen besteht aus den Ortsteilen Gochsen, Kochersteinsfeld und Lampoldshausen. Zu Gochsen gehören der Hof Haaghof und der Wohnplatz Buchsmühle, zu Kochersteinsfeld die Höfe, Bachbrunnen, Kleiner Buchhof, Straßenäcker, Gänskirchhof und Schweizerhof und zu Lampoldshausen die Höfe Felsklinge und Poppelhöhe. Abgegangene, heute nicht mehr bestehende Orte sind auf Markung Gochsen Treuchtlingen, auf Markung Kochersteinsfeld Hertrichshausen und Katzbronn, auf Markung Lampoldshausen Bistenweiler, Dreßweiler, Hertwigshausen und Tegerenbach.

### Flächenaufteilung
Nach Daten des Statistischen Landesamtes, Stand 2014.

## Geschichte

### Frühere Geschichte
Die Ortsteile Gochsen und Kochersteinsfeld wurden in einer Urkunde Kaiser Ottos III. vom 18. Dezember 996 erstmals erwähnt. 
Als ein Ergebnis des Landshuter Erbfolgekriegs fielen Gochsen und Kochersteinsfeld mit dem Amt Neuenstadt 1504 von der Kurpfalz an Württemberg, ebenso Lampoldshausen, welches dem Amt Möckmühl unterstellt wurde.
Im Zuge der Neugliederung des jungen Königreichs Württemberg am Anfang des 19. Jahrhunderts ergaben sich auch einige Umwälzungen in der Verwaltungsgliederung. Seit 1810 gehörten Gochsen, Kochersteinsfeld und Lampoldshausen zum Oberamt Neckarsulm. 

### 20. Jahrhundert
Bei der Kreisreform während der NS-Zeit in Württemberg gelangten die Gemeinden 1938 zum neuen Landkreis Heilbronn.
1939 wurden in Gochsen 759 Einwohner gezählt, Ende 1945 waren es 861. Im selben Zeitraum wuchs die Bevölkerung in Kochersteinsfeld von 682 auf 785 Personen und in Lampoldshausen von 706 auf 751.
1945 bis 1952 befanden sich die Gemeinden im Nachkriegsland Württemberg-Baden, das 1945 in der Amerikanischen Besatzungszone gegründet worden war. 1952 kamen sie zum neuen Bundesland Baden-Württemberg.
Am 1. Januar 1974 schlossen sich Gochsen und Kochersteinsfeld freiwillig zur neuen Gemeinde Hardthausen am Kocher zusammen. Am 1. Januar 1975 kam durch das Gemeindereformgesetz noch die Gemeinde Lampoldshausen hinzu (ebenfalls im Zuge einer Vereinigung), die gegen das Gesetz klagte, aber am 23. Oktober 1975 vor dem baden-württembergischen Staatsgerichtshof verlor.
Alle Teilorte waren stark landwirtschaftlich geprägt, während sich ab den 1920er Jahren nur geringe Industrie ansiedelte, so dass Hardthausen heute überwiegend Wohngemeinde für Pendler der umliegenden Städte und Gemeinden ist. Durch die Ausweisung umfangreicher Neubaugebiete sind die Teilorte stark über ihre ursprünglichen Siedlungsflächen hinausgewachsen. Seit 1998 wurden rund 15 Hektar Grundstücke neu erschlossen, weitere sollen folgen.

### Religionen
In Gochsen, Kochersteinsfeld und Lampoldshausen gibt es jeweils eigene evangelische Kirchengemeinden. Für Katholiken, neuapostolische Christen und Zeugen Jehovas gibt es jeweils Gemeinden in Neuenstadt am Kocher.

## Politik

### Gemeinderat
Der Gemeinderat in Harthausen hat 15 Mitglieder, darunter vier Frauen. Er besteht aus den gewählten ehrenamtlichen Gemeinderäten und dem Bürgermeister als Vorsitzendem. Der Bürgermeister ist im Gemeinderat stimmberechtigt. 
Die Kommunalwahl am 9. Juni 2024 führte zu folgendem Endergebnis. Die Wahlbeteiligung betrug 68,90 %.
| Partei/Liste            | Stimmenanteil | Sitze |
| ----------------------- | ------------- | ----- |
| Freie Wählervereinigung | 65,19 %       | 10    |
| CDU                     | 34,81 %       | 5     |

### Bürgermeister
Bei der Wahl am 17. Juni 2018 wurde der dann 29-jährige Thomas Einfalt mit 56,8 Prozent der abgegebenen Stimmen zum neuen Bürgermeister der Gemeinde gewählt. Er übernahm am 24. August desselben Jahres die Amtstätigkeiten von seinem Vorgänger Harry Brunnet, der das Amt zuvor für fünf Amtszeiten bekleidete und damit zeitweise der dienstälteste Bürgermeister Baden-Württembergs war.

### Wappen und Flagge

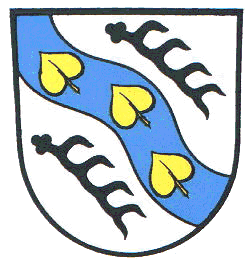
Wappen Hardthausens

Die Blasonierung des Wappens von Hardthausen am Kocher lautet: In Silber ein blauer Wellen-Schrägbalken, belegt mit drei schräg aufwärts gerichteten herzförmigen goldenen Blättern und beiderseits begleitet von je einer schräg abwärts gerichteten schwarzen Hirschstange. Die Flagge der Gemeinde ist Blau-Weiß.
Das nach der Entstehung Hardthausens in der Kommunalreform neu geschaffene Wappen vereinigt Elemente der Wappen der drei Vorgängergemeinden. Der Wellen-Schrägbalken symbolisiert den Kocher, die drei Blätter sind vom Wappen der Herren von Gochsen abgeleitet, können aber auch auf den Namensbestandteil Hardt (Weidewald) bezogen werden. Die württembergischen Hirschstangen erinnern an die allen drei Gemeindeteilen gemeinsame Zugehörigkeit zu Württemberg. Das Wappen und die Flagge wurden der Gemeinde am 14. Juni 1977 vom Landratsamt des Landkreises Heilbronn verliehen.

Wappen Gochsens
Wappen Kochersteinsfelds
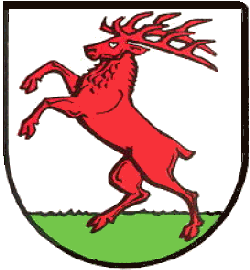
Wappen Lampoldshausens

## Sehenswürdigkeiten

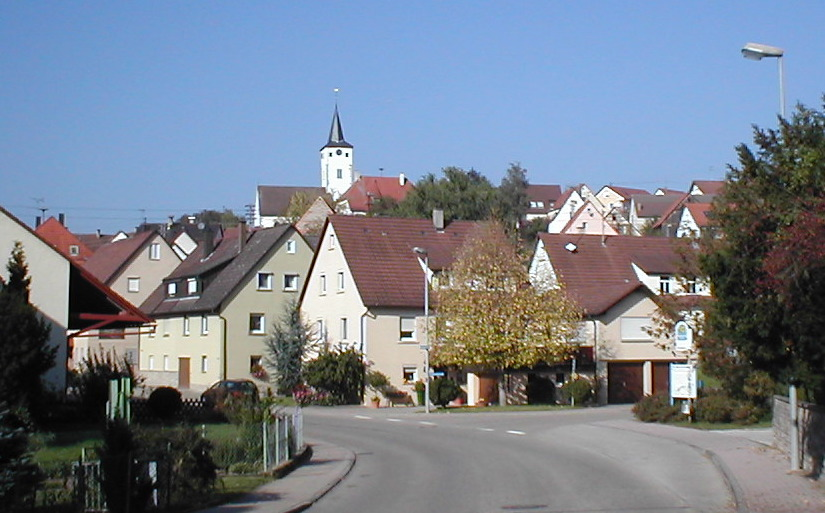
Ortsmitte von Lampoldshausen

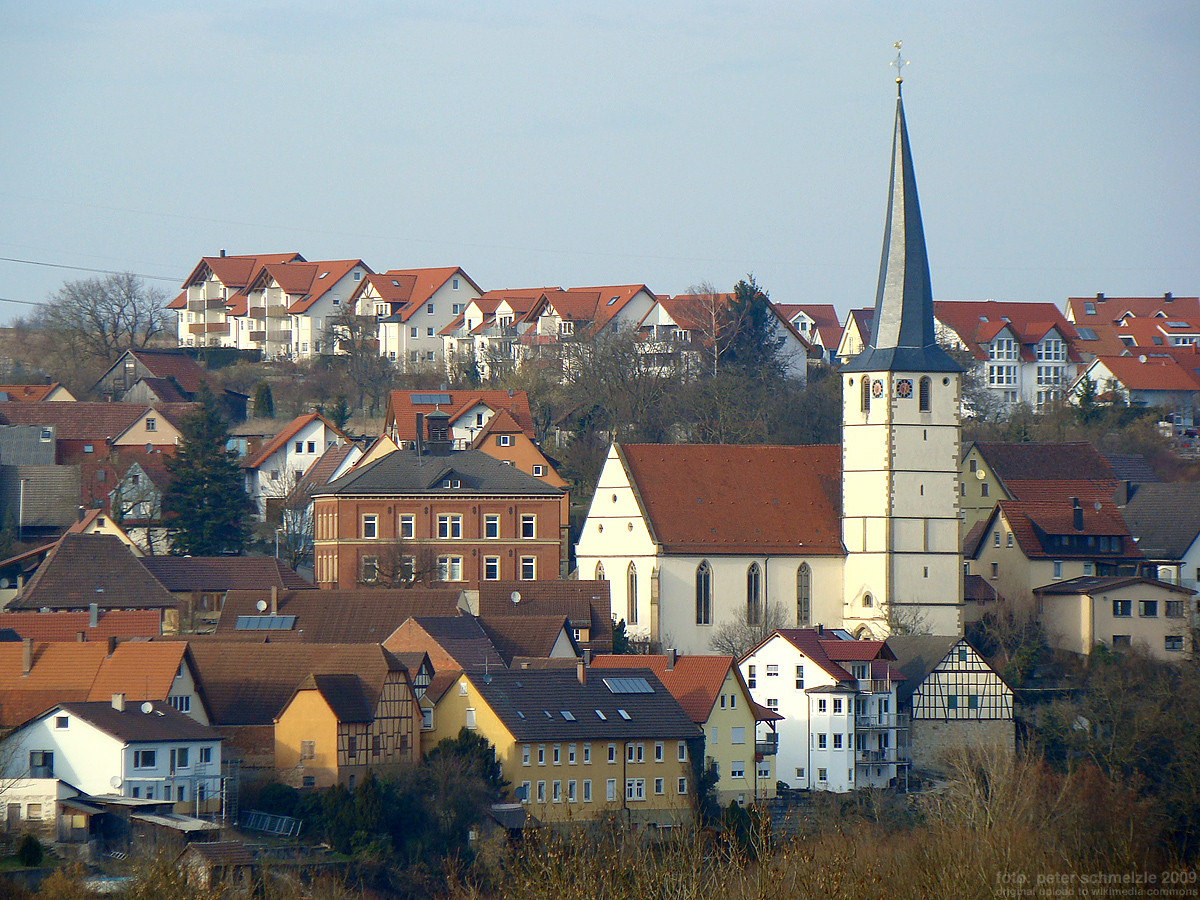
Ortsmitte von Gochsen mit Kirche und altem Rathaus

In den drei Teilorten gibt es jeweils historische Kirchen und Rathäuser. Die evangelische Kirche in Kochersteinsfeld, größtenteils erbaut 1733, enthält diverse historische Epitaphe, darunter mehrere von herzögl. württ. Forstmeistern, sowie zwei Kriegerdenkmale für die örtlichen Gefallenen beider Weltkriege. Das benachbarte Pfarrhaus wurde 1789 erbaut. Die Kirche in Lampoldshausen erhielt ihre heutige Gestalt durch Renovierung 1749 und hat wesentlich ältere Wandmalereien. Auch in Lampoldshausen befindet sich bei der Kirche ein historisches Pfarrhaus.
Die ehemaligen Rathäuser von Gochsen und Lampoldshausen werden als Verwaltungsstellen weitergenutzt, das 1808 erbaute Rathaus in Kochersteinsfeld wurde zum Rathaus der Gemeinde Hardthausen.
Das Buchsbachtal ist ein durch die Begradigung des Kochers im Delta zwischen Altarm und Kanal entstandenes Feuchtbiotop zwischen Gochsen und Kochersteinsfeld, das als Naturdenkmal ausgewiesen ist.

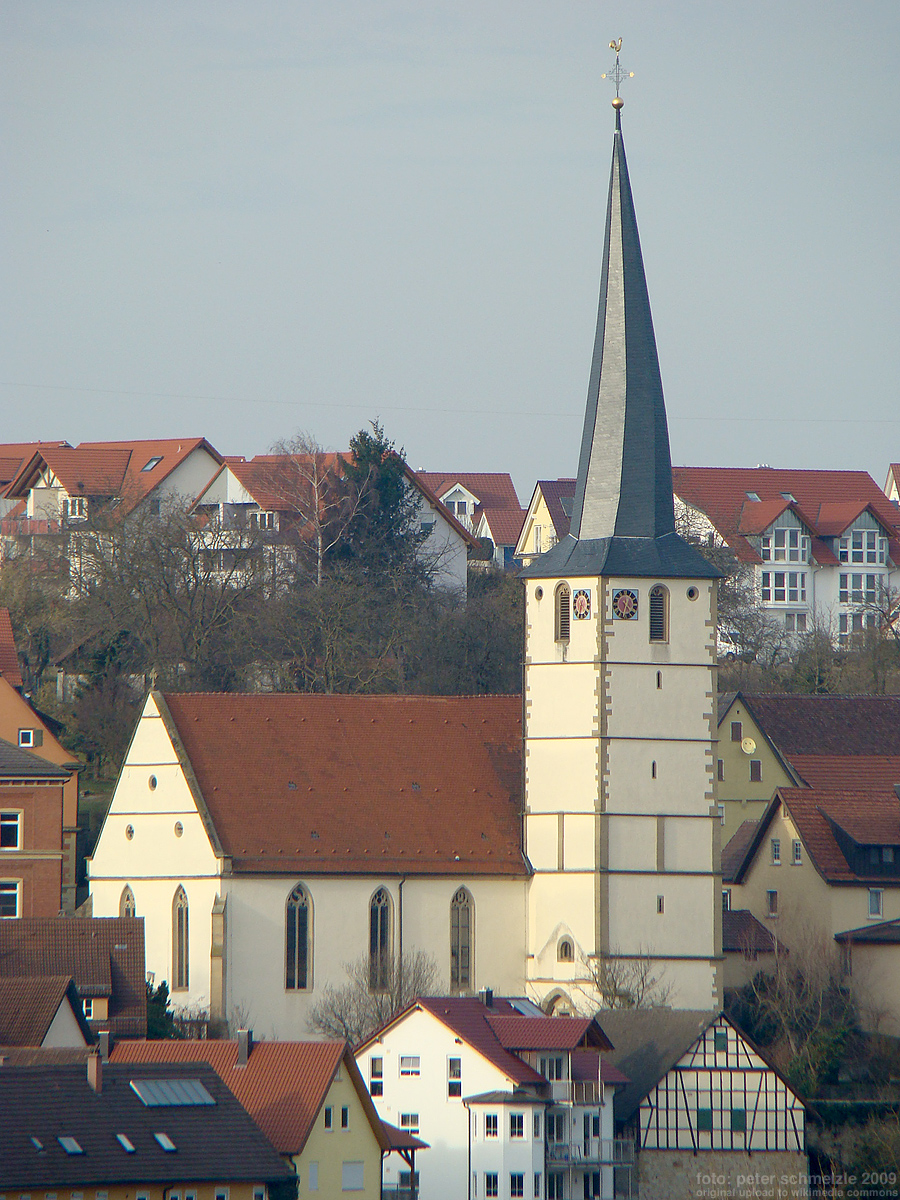
Kirche Gochsen
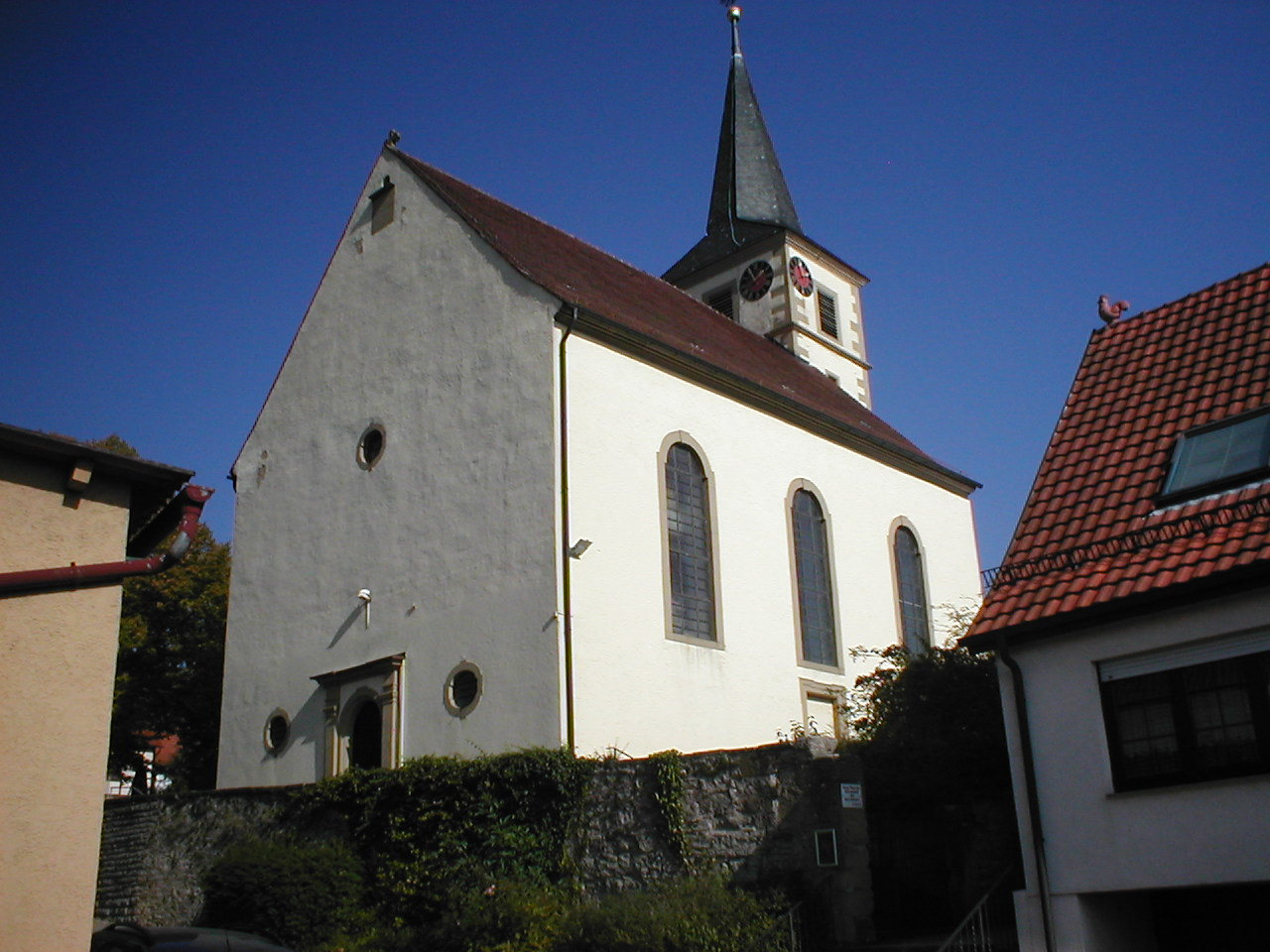
Kirche Kochersteinsfeld
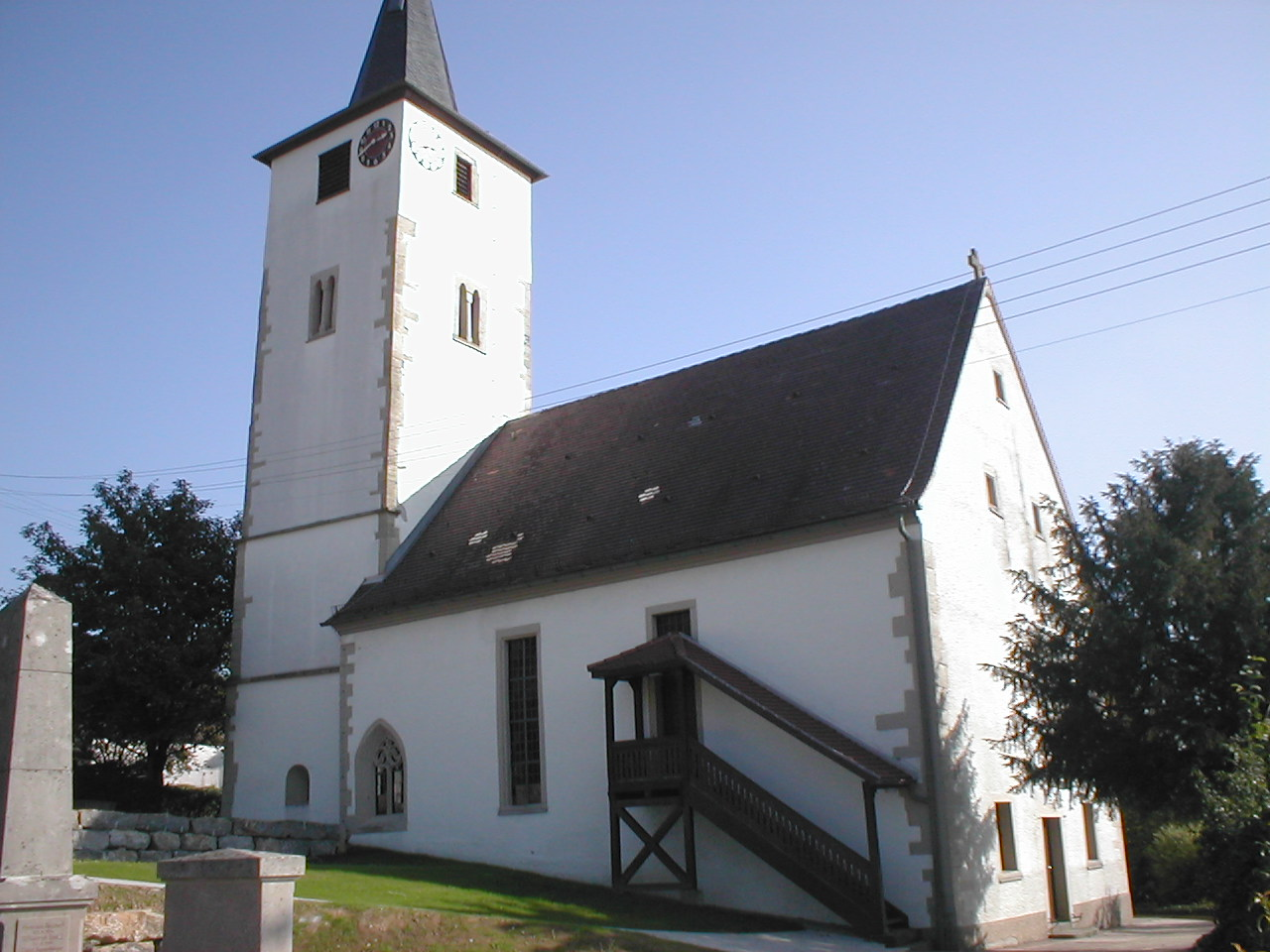
Kirche Lampoldshausen

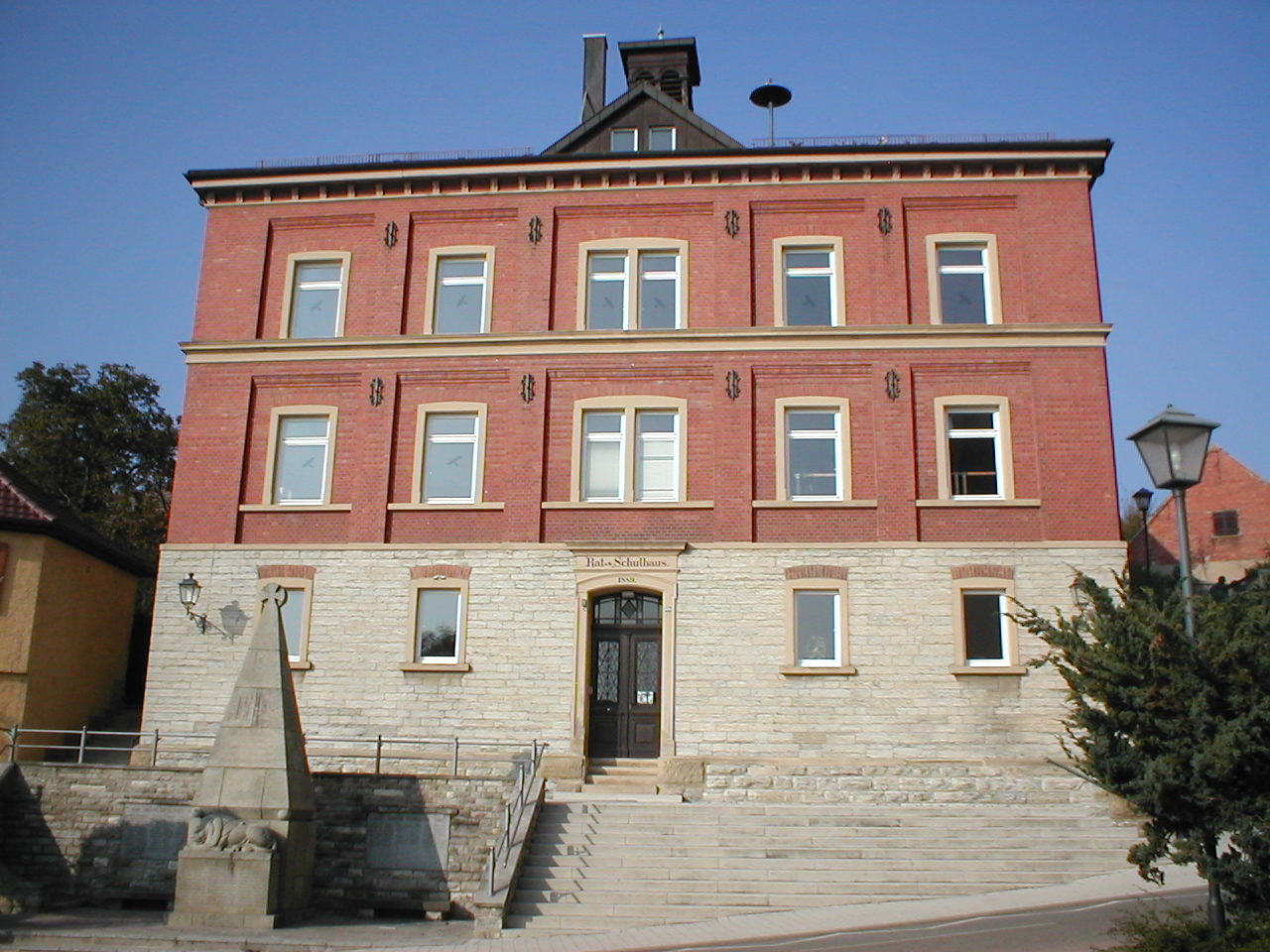
Rat- und Schulhaus Gochsen
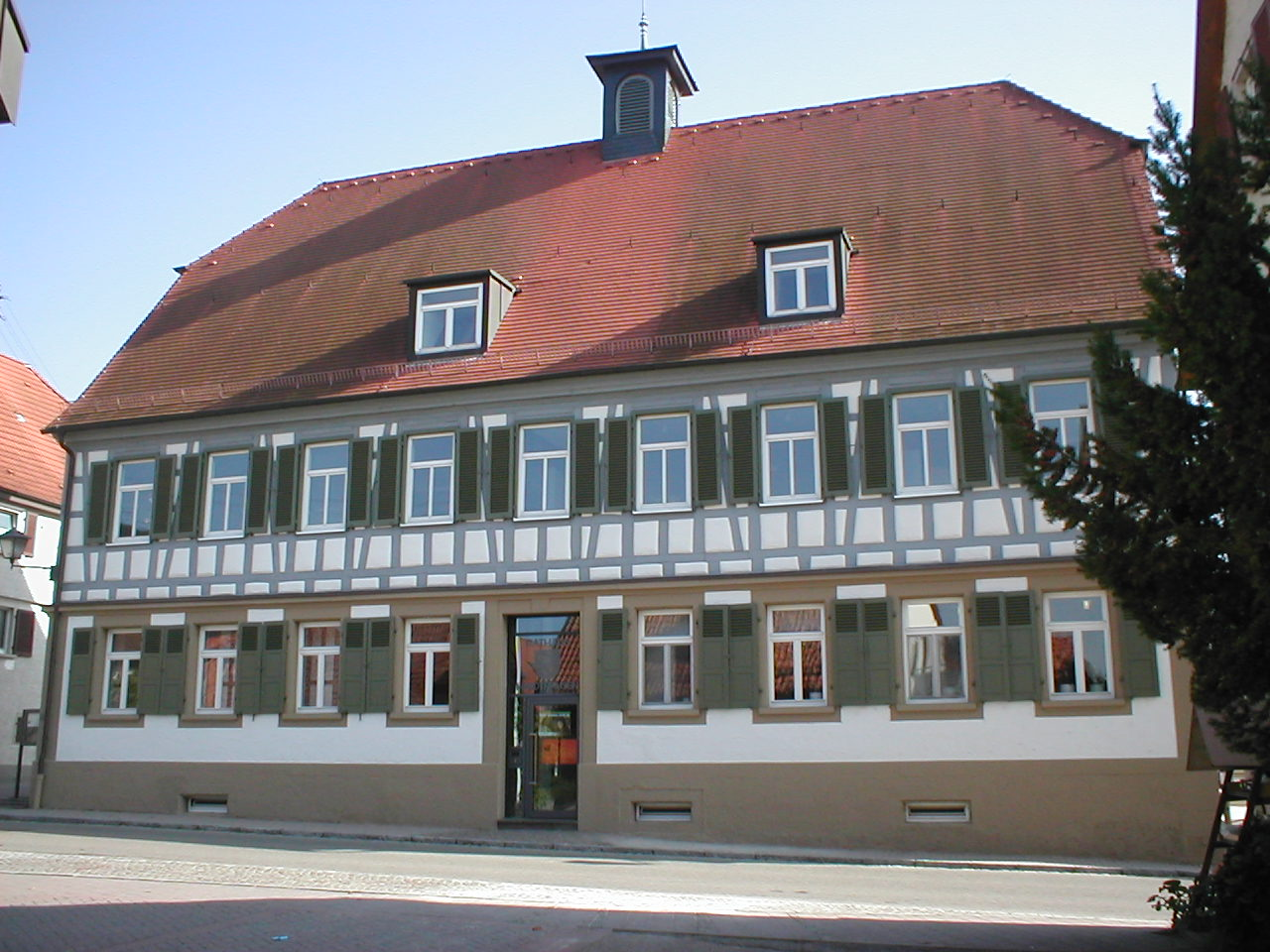
Rathaus Kochersteinsfeld
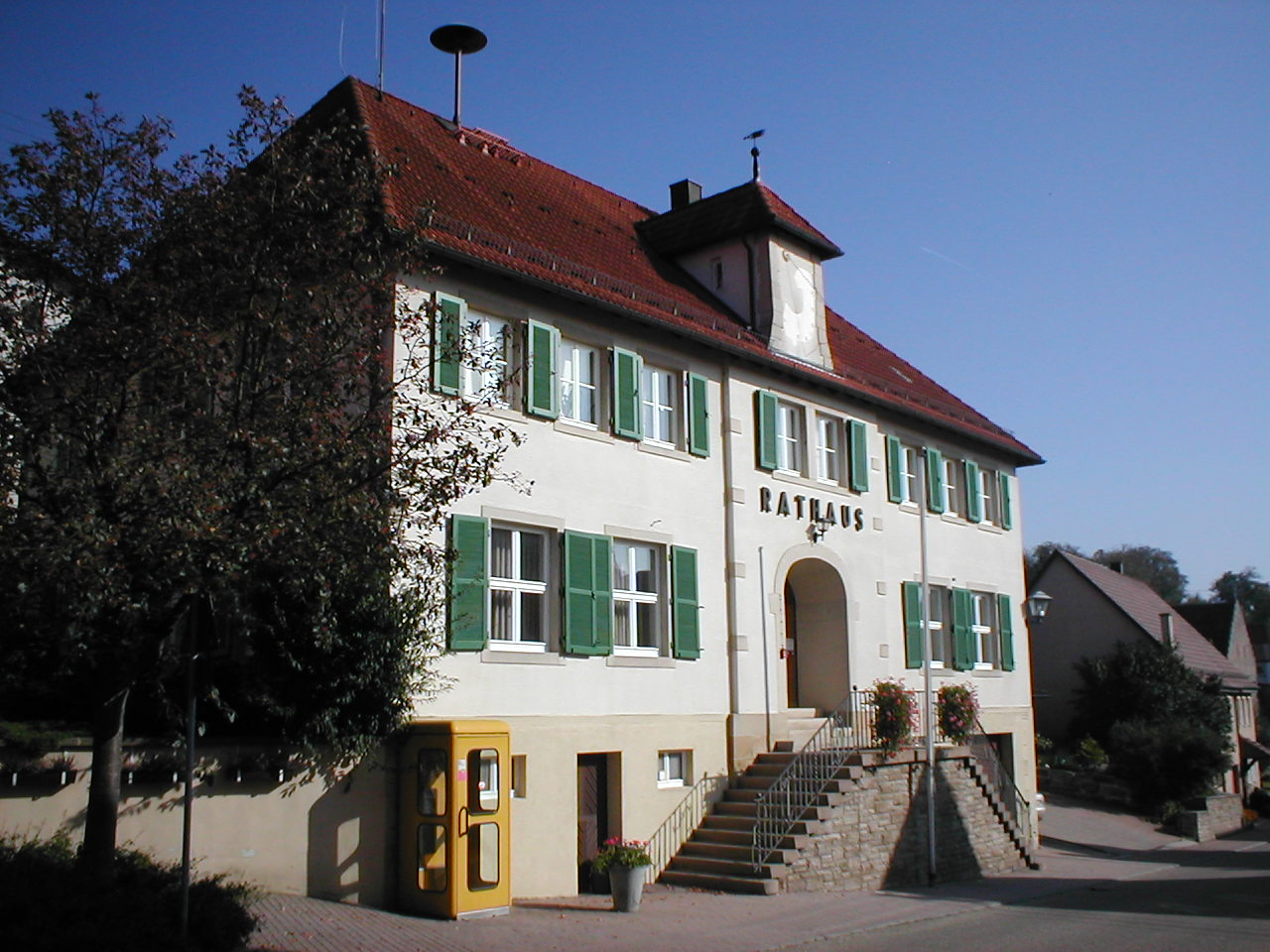
Rathaus Lampoldshausen

## Wirtschaft und Infrastruktur
In der Nähe des Ortsteils Lampoldshausen befindet sich seit 1963 ein großes Prüfstandsareal des DLR für statische Brenntests von Raketentriebwerken, insbesondere für die Ariane-Raketen. Außerdem befindet sich auf dem Gelände die Firma Astrium Space Transportation, die an diesem Standort u. a. Lageregelungstriebwerke für Satelliten entwickelt, baut und testet.

### Weinbau
Der Hardthausener Ortsteil Kochersteinsfeld ist ein Weinbauort, dessen Lagen zur Großlage Kocherberg im Bereich Kocher-Jagst-Tauber des Weinbaugebietes Württemberg gehören.

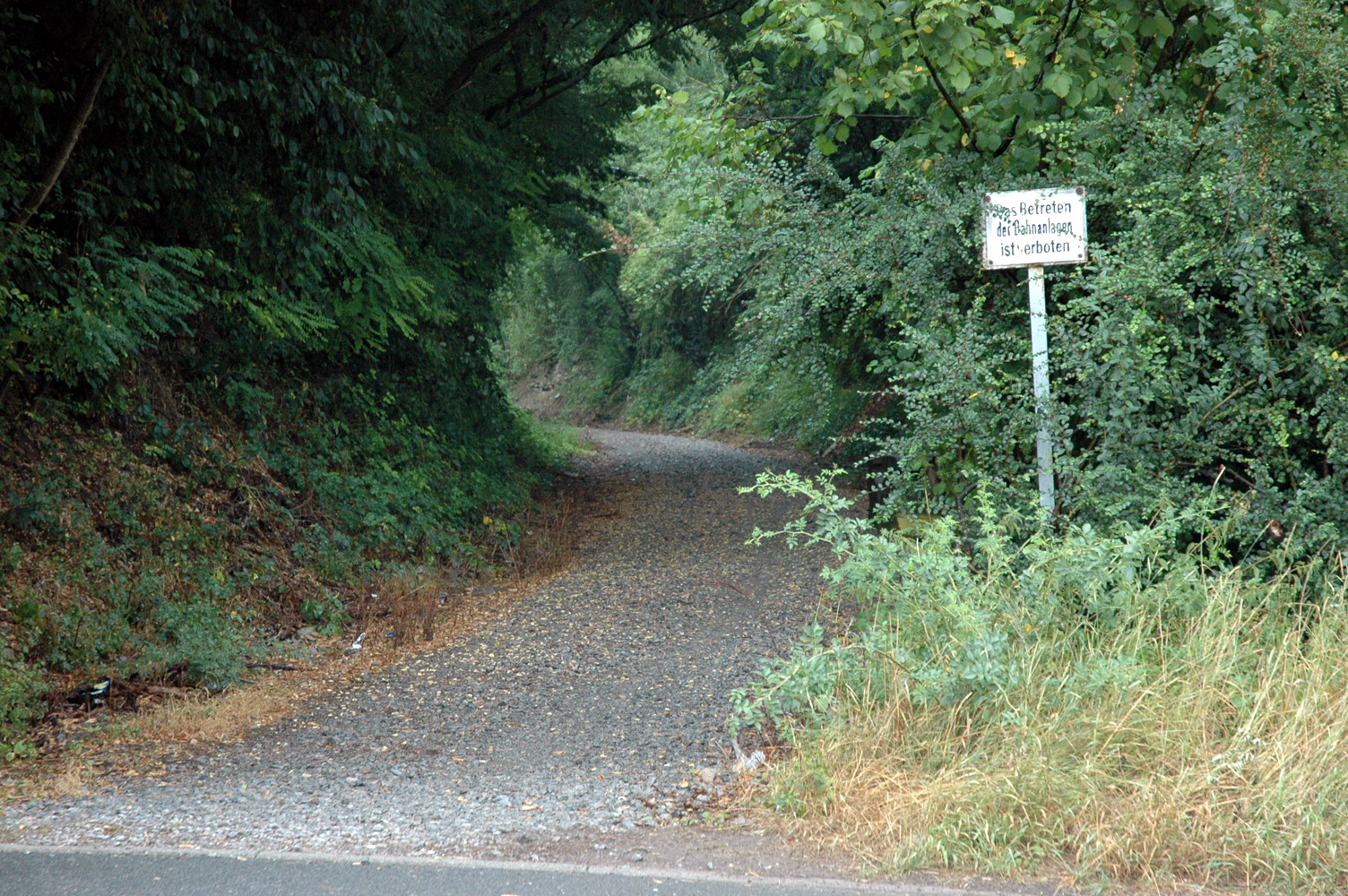
Reste der Trasse der Unteren Kochertalbahn in Hardthausen-Gochsen (Jul. 2008)

### Verkehr
Hardthausen liegt unmittelbar an der Bundesautobahn 81. Die nächsten Anschlussstellen sind in Neuenstadt am Kocher und in Möckmühl. Die frühere Anbindung an die Untere Kochertalbahn (Bad Friedrichshall–Ohrnberg) liegt seit 1993 still.
Durch Gochsen und Kochersteinsfeld verläuft als Landes-Radfernweg der Kocher-Jagst-Radweg. Er ist ein Rundkurs entlang der beiden Flüsse Kocher und Jagst zwischen Bad Friedrichshall und einer Querverbindung zwischen den Tälern bei Aalen (Stadtteil Unterkochen) und Lauchheim.

### Medien
Über das Geschehen in Hardthausen berichtet die Tageszeitung Heilbronner Stimme in ihrer Ausgabe N, Landkreis Nord.

### Bildung
In Gochsen, Kochersteinsfeld und Lampoldshausen gibt es jeweils eine Grundschule.
Darüber hinaus unterhält die Volkshochschule Unterland in Hardthausen eine Außenstelle.

### Sport
Im Ortsteil Gochsen befindet sich das Sportzentrum Buchsmühle. Neben der neuen Sporthalle Buchsbachtalhalle gibt es dort zwei Fußballplätze sowie einen Tennisplatz.